# Rixensart
Rixensart (em valão: Ricsinsåt) é um município da Bélgica localizado no distrito de Nivelles, província de Brabante Valão, região da Valônia.